# David Altenstetter

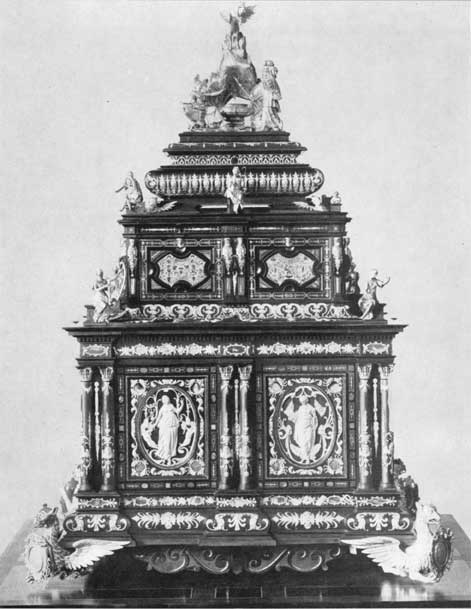
Cabinet

David Altenstetter (* um 1547 in Colmar; † im August 1617 in Augsburg) war ein Goldschmied und Emailleur in der Zeit der Renaissance. Kaiser Rudolf II. billigte ihm wohl um 1610 den Titel eines Kammergoldschmieds zu.

## Leben
Altenstetter ließ sich in der Zeit 1568–1570 in Augsburg nieder und erlangte durch die Heirat mit Catharina Jeger im Jahr 1573 das Bürgerrecht in der Reichsstadt, wo er Goldschmiedemeister wurde. Aus dem Jahr 1588 ist ein Streit mit der Schmiedezunft überliefert, weil er Uhren ankaufte, deren Gehäuse reicher ziselierte und dann weiterveräußerte. Sowohl in den Jahren 1587–1588 wie auch 1594–1595 bekleidete Altenstetter das Amt des „1. Vorgehers“ der örtlichen Goldschmiedezunft. Im Jahr 1598 wurde er zur Frage seiner Religionszugehörigkeit vom Rat der Stadt vernommen, der Täufer aufspüren wollte. Er gab an, weder katholischen noch lutherischen Glaubens zu sein, sondern allein der Bibel zu folgen. Im Jahr 1600 heiratete er in zweiter Ehe Susanna Tressin. Aus erster Ehe ging eine Tochter hervor.

## Werke
Als Emailleur entwickelte sich Altenstetter zu einem Meister im Tiefschnittemail, dessen Arbeiten im süddeutschen Raum großen Anklang fanden. Vor allem Silberplättchen, die er mit feinsten Arabesken, Tieren, Rankwerk oder allegorischen Bildern versah, dekorierten Gegenstände. Er arbeitete hierbei von Fall zu Fall auch mit anderen bei einem Auftrag zusammen. Der von Augsburger Handwerkern gefertigte Kunstschrein des bayerischen Kurfürsten Maximilian I. ist dafür ein Beispiel. Ob Altenstetter auch Erzeugnisse aus Gold anfertigte, ist fraglich. Seine die Zeiten überdauernden und anhand seiner Signatur nachweislich von ihm stammenden Arbeiten sind aus Silber.
1589 stattete er Becher mit dem emaillierten Augsburger Stadtwappen aus. Im Jahr darauf erhielt er zusammen mit Hubert Gerhard einen Auftrag zur Gestaltung des Mars-Venus-Brunnens im Fuggerschloss Kirchheim/Schwaben. Zu Beginn des 17. Jahrhunderts war er ein unumstrittener Meister der Ornamentgroteske.
Altenstetters Silberarbeiten zierten den zwischen 1610 und 1617 angefertigten Pommerschen Kunstschrank. Er verzierte kunstfertig eine kaiserliche Feuerwaffe, die repräsentativen Charakter hatte. Ob Altenstetter die im Jahr 1602 von Jan Vermeyen geschaffene rudolfinische Hauskrone in kleineren Details mitgestaltete, ist unsicher. Als Anerkennung seiner Arbeiten soll Altenstetter um 1610 als Hofgoldschmied Rudolfs II. tituliert worden sein.
Aus dem Jahr 1615 datiert ein aus seiner Werkstatt stammendes vollständiges Tafelsilber-Set, das älteste erhaltene in Europa aus nachrömischer Zeit. Das Essbesteck aus 36 Teilen ist mit Blattwerk-Ornamenten geschmückt. Die Messergriffe mit Emailledekorationen tragen Altenstetters Signatur. Bei einer Versteigerung in London erwarb am 1. Dezember 2005 ein US-amerikanischer Bieter das Besteck zuzüglich dreier dazugehöriger Salznäpfchen für 1.240.000 Pfund.